# Zentrum für Jüdische Kulturgeschichte
Das Zentrum für Jüdische Kulturgeschichte der Universität Salzburg (ZJK) ist eine interdisziplinäre Einrichtung der Universität Salzburg und wurde 2004 gegründet.

## Gründung, Ziele, Vernetzung
Das ZKJ fühlt sich der kulturwissenschaftlichen Methode verpflichtet und befasst sich mit jüdischer Geschichte, Kultur, Literatur und Religion. Wesentliche Forschungsgebiete sind rabbinische Literatur, jiddische Literatur sowie Erinnerungspolitik. Erforscht werden weiters jüdische Identitäten, die Erfahrung von Zugehörigkeit und Fremdheit, das Zusammenleben von Kulturen, Minderheiten und Mehrheiten sowie Migration und Kulturaustausch.
Zum interdisziplinären Gründungsteam zählten Anne Betten, Gerhard Bodendorfer, Maria Dorninger, Armin Eidherr, Helga Embacher, Gerhard Langer, Albert Lichtblau, Karl Müller und Bernhard Scherl. Ermöglicht wurde der Aufbau des Zentrums durch eine finanzielle Zuwendung des Philanthropen Donald Kahn (1925–2013) in Höhe von 500.000 Euro.
Das ZJK ist Mitglied der Arbeitsgemeinschaft für Jüdische Studien in Österreich (AGJÖ), einem seit 2008 bestehenden informellen Zusammenschluss von universitären und außeruniversitären Institutionen, der sich der Erforschung, Publikation und Lehre jüdischer Geschichte und Kultur widmet. Weitere Mitglieder der AGJÖ sind das Institut für Judaistik der Universität Wien, das Institut für jüdische Geschichte Österreichs (INJOEST) und das Centrum für jüdische Studien (CJS) der Karl-Franzens-Universität Graz. Die Arbeitsgemeinschaft ermöglicht den Austausch, die gemeinsame Planung von Tagungen, Projekten und Publikationen sowie den Diskurs über Themen und Methoden. Treffen der AGJÖ finden halbjährlich statt und stehen allen Mitarbeitern der Mitgliedsinstitutionen offen.

## Masterstudium
Seit dem Jahr 2010 bietet das ZJK einen Master-Studiengang in Jüdischer Kulturgeschichte an.

## Universitätsprofessoren
| - Susanne Plietzsch, Leiterin des Zentrums - Albert Lichtblau, Stv. Leiter des Zentrums - Marlis Gielen - Georg Graf |  | - Anne Koch - Christopher Laferl - Susanne Plietzsch - Roman Reisinger |

## Wissenschaftlicher Beirat
| - Dagmar Börner-Klein - Sabine Koller |  | - Gerhard Langer - Angelika Neuwirth |  | - Marsha Rozenblit |